# Cobras & Lagartos (trilha sonora)
Cobras & Lagartos é uma telenovela brasileira produzida e exibida pela Rede Globo no horário das 19 horas, entre 24 de abril e 17 de novembro de 2006, em 179 capítulos, substituindo Bang Bang e sendo substituída por Pé na Jaca.
Foi escrita por João Emanuel Carneiro, com a colaboração de Antônia Pellegrino, Denise Bandeira, Vincent Villari e Márcia Prates, dirigida por Cininha de Paula, Cláudio Boeckel, Marco Rodrigo e Ary Coslov, sob a direção geral e núcleo de Wolf Maya.

## Trilha sonora

### Nacional
Capa: Mariana Ximenes
| N.º | Título                  | Música                        | Personagem        | Duração |  |
| 1.  | "Pra Ser Sincero"       | Marisa Monte                  | Bel e Duda        | 02:50   |  |
| 2.  | "O Sol"                 | Jota Quest                    | Letícia           | 04:18   |  |
| 3.  | "Tiro Onda"             | Jair Oliveira                 | Foguinho          | 04:04   |  |
| 4.  | "Quando a Chuva Passar" | Ivete Sangalo                 | Bel               | 04:06   |  |
| 5.  | "Outra Vez"             | Ivo Pessoa                    | Eva e Serafim     | 03:39   |  |
| 6.  | "Totalmente Demais"     | Perlla                        | Ellen             | 03:04   |  |
| 7.  | "Muito Perigoso"        | Preta Gil                     | Nikki             | 03:33   |  |
| 8.  | "Erva Venenosa"         | Rita Lee                      | Leona             | 03:57   |  |
| 9.  | "Fullgás"               | Marina Lima                   | Júlia             | 03:59   |  |
| 10. | "Vento No Litoral"      | Legião Urbana                 | Pereira e Silvana | 06:05   |  |
| 11. | "Alô! Alô! Marciano"    | Elis Regina                   | Abertura          | 04:02   |  |
| 12. | "The Frog"              | Sergio Mendes                 | Luxus             | 03:50   |  |
| 13. | "Porto Dos Sonhos"      | Ricardo Ottoboni & Iuri Cunha | Henriqueta        | 03:29   |  |

### Internacional
Capa: Daniel de Oliveira
| N.º | Título                        | Música                         | Personagem        | Duração |  |
| 1.  | "Ooh La La"                   | Goldfrap                       | Geral             | 03:18   |  |
| 2.  | "Incredible"                  | The Shapeshifters              | Festas            | 03:50   |  |
| 3.  | "Stickwitu"                   | The Pussycat Dolls feat. Avant | Romântico geral   | 03:32   |  |
| 4.  | "Story Of My Life"            | Frankie J.                     | Letícia e Luciano | 04:44   |  |
| 5.  | "From The Bottom Of My Heart" | Stevie Wonder                  | Bel e Duda        | 04:02   |  |
| 6.  | "Jerk It Out"                 | The Caesars                    | Lagartos Voadores | 03:23   |  |
| 7.  | "Advertising Space"           | Robbie Williams                | Leona e Duda      | 04:50   |  |
| 8.  | "Bom Bom Bom"                 | Living Things                  | Martim            | 03:06   |  |
| 9.  | "The World Is Mine"           | David Guetta                   | Ellen             | 06:10   |  |
| 10. | "Time 2 Love"                 | Ramada & Gottsha               | Geral             | 03:53   |  |
| 11. | "No Worries"                  | Simon Webbe                    | Luciano e Celina  | 03:38   |  |
| 12. | "Why Dont’t You Kiss Her?"    | Jesse McCartney                | Nikki             | 03:32   |  |
| 13. | "Young at Heart"              | Barry Manilow                  |                   | 09:55   |  |
| 14. | "Stormy Weather"              | Etta James                     | Celina            | 03:11   |  |
| 15. | "So Deep"                     | House Brothers                 | Festas            | 07:39   |  |

### Saara
Capa: Logotipo da telenovela
| N.º | Título                   | Música                                    | Duração |  |
| 1.  | "Show"                   | Mc Leozinho                               | 03:19   |  |
| 2.  | "Meu Gol De Placa"       | Latino                                    | 03:11   |  |
| 3.  | "Rap Do Real"            | Pedro Luís e a Parede                     | 03:38   |  |
| 4.  | "Vira De Ladinho"        | Malha Funk                                | 03:23   |  |
| 5.  | "Malandragem, Se Segure" | Wilson Sideral, Rogério Flausino e Motirô | 04:53   |  |
| 6.  | "Pega Geral"             | Dudu Nobre                                | 03:14   |  |
| 7.  | "Cuidado Com O Negão"    | Alexandre Pires                           | 03:05   |  |
| 8.  | "Piriripiti"             | Babado Novo                               | 03:56   |  |
| 9.  | "Pega Leve"              | Cariciar                                  | 03:42   |  |
| 10. | "Eu Já fui De Você"      | Gino & Geno                               | 03:25   |  |
| 11. | "Os Corações Não Iguais" | Hugo e Tiago                              | 04:32   |  |
| 12. | "Adio Mânei"             | Gleison Túlio                             | -       |  |
| 13. | "Levanta a Mão"          | Leilah Moreno                             | 02:43   |  |
| 14. | "Areia Pro Meu Caminhão" | The Originals                             | 03:40   |  |